# فستوكة هوائية
الفستوكة الهوائية (باللاتينية: Festuca airoides) نوع نباتي يتبع جنس الفستوكة من الفصيلة النجيلية.

## الموئل والانتشار
ينتشر النبات في تركيا وجورجيا وأوكرانيا وألمانيا وفرنسا وإسبانيا.

## الوصف النباتي
النبات عشبي معمر.